# Duden

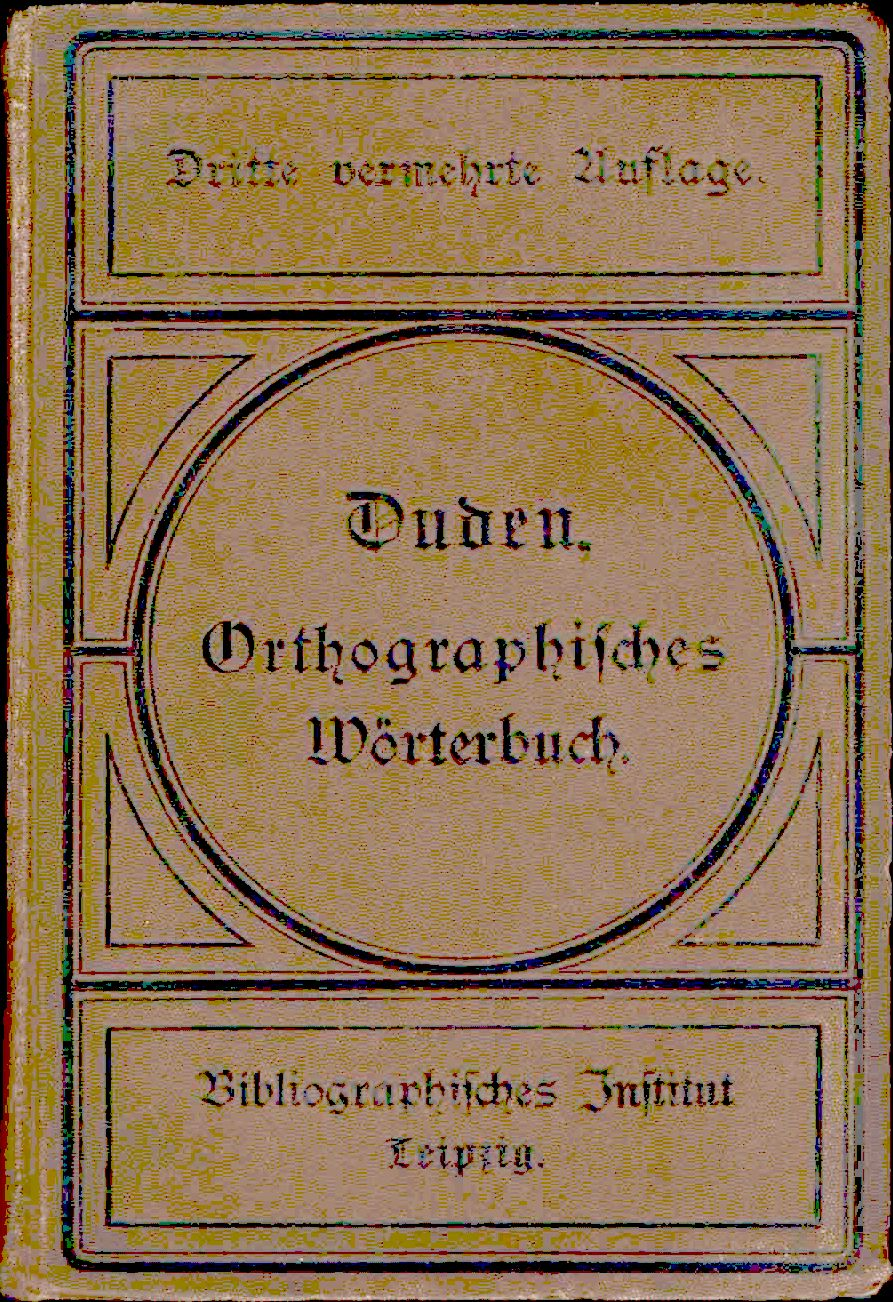
A III-a ediție din anul 1891, al dicționarului Duden

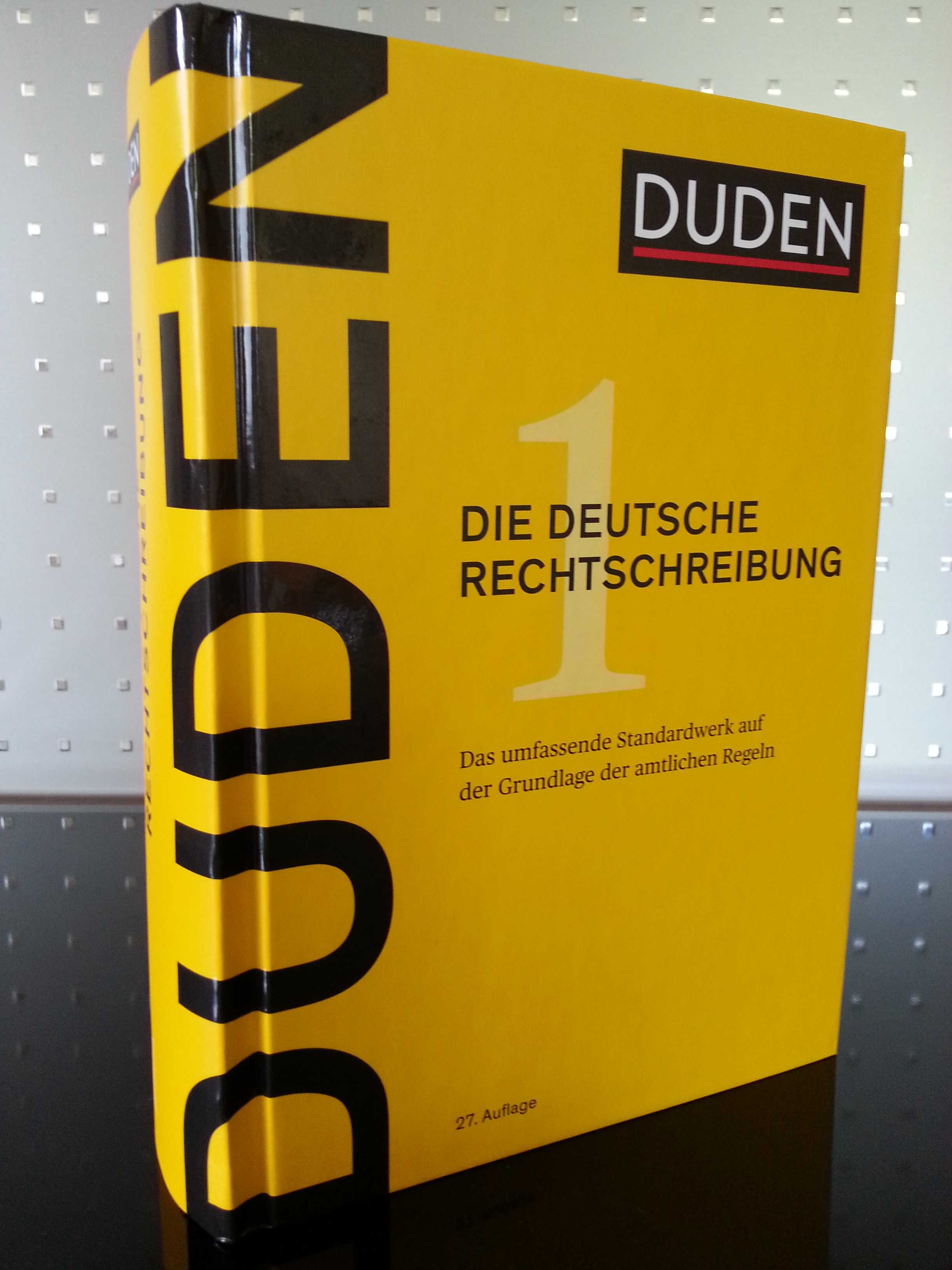
Duden (2017)

Duden este un dicționar german, denumit astfel după autorul Konrad Duden, publicat pentru prima dată la 7 iulie 1880, care din 1901 și până în 1996 a stabilit regulile de ortografie pentru limba germană.
Prima ediție a Duden-ului a avut 27.000 de cuvinte cheie. Editorul din anul 1880 descrie cartea ca o carte de referințe pentru ortografie, a întregului Imperiu German la fel și pentru Elveția din anul 1892, sub denumirea de „Urduden”.
Cu reforma de ortografie din anul 1996 s-a terminat cu așa-numitul monopol Duden, care a fost reconceput după noile reguli de ortografie oficială. 

## Dicționarele Duden
Ediția din 2006 cuprinde 12 volume:
- Die deutsche Rechtschreibung - ortografie
- Das Stilwörterbuch - dicționar de stil
- Das Bildwörterbuch - dicționar ilustrat
- Die Grammatik - gramatică
- Das Fremdwörterbuch - dicționar de neologisme
- Das Aussprachewörterbuch - dicționar de pronunție
- Das Herkunftswörterbuch - dicționar etimologic
- Das Synonymwörterbuch - dicționar de cuvinte sinonime
- Richtiges und gutes Deutsch - germană corectă
- Das Bedeutungswörterbuch - dicționar explicativ
- Redewendungen - dicționar idiomatic
- Zitate und Aussprüche - citate